# Taugé
Taugé (Nederlands-Nederlands), sojascheuten (Belgisch-Nederlands) of gropesi/tjapar (Sranangtongo), is de ontkiemde mungboon (Vigna radiata) of katjang idjo (groene boon). Het wordt vaak gebruikt in de Aziatische keuken, onder andere in loempia's. Taugé is rijk aan vitamine B, vitamine C en ijzer.
Verse taugé is knapperig. Het kan worden bereid door het te wassen in koud water en dan kort te koken. Het kan ook worden geroerbakt in olie. Taugé heeft een kruidige, nootachtige smaak.
Taugé wordt verkregen door de mungboon te laten ontkiemen in water, de eerste 4 uur blootgesteld aan daglicht en de rest van de dag in het duister. Bij massaproductie in fabrieken wordt gewoonlijk gebruikgemaakt van kunstmatig licht, meestal met gloei- of fluorescentielampen. Ook dan 4 uur in volle belichting en daarna 18 uur duisternis, gedurende een week, omdat het effect van kunstmatig licht pas bereikt wordt over een langere periode.
Het woord "taugé" komt van het Indonesiche "tauge", wat op zijn beurt een leenwoord is van het Hokkien Chinese "豆芽" ("tāu-gê").
Door de Belgisch-Nederlandse naam bestaat in België het misverstand dat de sojascheut ontstaat na kiemen van de sojaboon (Glycine max), maar dit is niet het geval.